# 基利傑阿爾斯蘭四世
基利傑阿爾斯蘭四世（阿拉伯語：ركن الدين قلج ارسلان بن كيخسرو、Rukn al-Dīn Qilij Arslān bin Kaykhusraw；土耳其語：IV. Kılıç Arslan）在1246年父親凱霍斯魯二世逝世擔任魯姆蘇丹國蘇丹。他在一段時期與他的兩名親兄弟凱考斯二世及凱庫巴德二世共治。他在1266年被當權的佩瓦內·穆爾因丁·蘇萊曼處死。